# Sébastien Epiney
Pour les articles homonymes, voir Epiney.
Sébastien Epiney, né le 29 août 1967 est un coureur à pied et skieur alpiniste suisse.
Spécialiste de la course en montagne, Sébastien Epiney a été plusieurs fois médaillés aux championnats du monde et d'Europe durant les années 2000. Il a également été multiple champion de Suisse et a remporté de nombreuses courses populaires.
En matière de ski-alpinisme, Sébastien Epiney a été médaillé aux championnats du Monde de Vertical Race (2004) et a décroché de plusieurs titres de champion suisse en vertical race et en épreuve par équipe. En individuel, il a battu de nombreux records sur des Vertical Race et remporté des courses populaires par équipe et des épreuves de la Swiss Cup.

## Biographie
Né le 29 août 1967 à Paris (France), Sébastien Epiney est initié très tôt à la pratique des sports d'endurance. À 10 ans il gagne dans sa catégorie d’âge la première compétition à laquelle il participe, la course du Soleil à Sierre, devant 150 enfants. À 11 ans, il obtient son premier titre lors des championnats de Suisse de cross, suivi bientôt d'autres titres valaisans et suisses sur piste (du 1 000 m au 5 000 m). À 13 ans, il court aussi la course pédestre Sierre-Zinal en 3 h 24 min. À la même époque, il décroche le titre de champion valaisan OJ en ski de fond. Il devint ensuite membre des cadres nationaux d'athlétisme chez les juniors et participe à plusieurs rencontres internationales dont les championnats du monde de cross-country en 1986. La même année, il court le 3 000 m en 8 min 22 s et le 5 000 m en 14 min 40 s, ce qui constitue toujours un record valaisan dans cette catégorie d'âge. À 20 ans, freiné par les blessures, il arrête la compétition et se consacre à ses études.
Il reprend goût à la compétition alors qu'il approche des 35 ans en s'adonnant aux courses à pied en montagne ainsi qu'au ski-alpinisme.
Sébastien Epiney participe à la course Sierre-Zinal. Il se classe successivement 5e en 2003, puis 5e en 2004 et 4e et meilleur suisse en 2005. En l’absence de contrôles antidopage systématiques à cette épreuve, il ne participera plus à l’épreuve dès 2006. C’est cependant sur des formats de course plus courts qu’il se distingua véritablement/plus particulièrement. Il a remporté de nombreuses classiques en pays francophone comme par exemple Neirivue-Moléson, Saillon-Ovronnaz, la Grimpette des Bedjuis, le Tour du Val de Bagnes, le Trophée des Combins, Ovronnaz-Rambert ou la Dérupe de Vercorin notamment. Il a aussi gagné beaucoup de courses de montagne en Suisse alémanique et à l’étranger dont notamment le Matterhornlauf à Zermatt, le Rütlischwur Gedenklauf à Seelisberg, le Rugghubel à Engelberg, le Rigi Berglauf, le Vogellisi Berglauf à Adelboden ou le Finkenberglauf dans le Zillertal autrichien.
En 2003, il se classe 10e aux championnats du monde de course à pied de montagne à Girdwood aux États-Unis.
En 2004, il signe en course en montagne une 3e place aux championnats du monde par équipe avec Alexis Gex-Fabry, Toni Jöhl et Tarcis Ançay et une 3e place aux championnats d'Europe par équipe avec Alexis Gex-Fabry et Tarcis Ançay. Cette même année, il obtient la médaille de bronze aux championnats du monde de vertical race (ski alpinisme) dans le Val d'Aran (Espagne) et gagne la Patrouille de la Maya en compagnie de Jean-Daniel Masserey (de) et Jean-Yves Rey (en).
Durant l'année 2005, Sébastien Epiney remporte les championnats suisses de course en montagne à Zermatt ainsi que la Coupe de Suisse de ski-alpinisme. Il se classe par ailleurs 9e aux Championnats du monde en course de montagne en Nouvelle-Zélande en étant le meilleur suisse. Il se classe 8e et meilleur suisse à Morat-Fribourg, la seule épreuve sur route à laquelle il participe.
En 2006, il gagne une nouvelle fois la Coupe de Suisse de ski-alpinisme et décroche la médaille d'argent aux championnats suisses de vertical race. L'été, il glane le titre de champion du monde Master M35 en course à pied de montagne.
En 2007, il obtient une 3e place aux championnats du monde de course en montagne par équipe avec Alexis Gex-Fabry, David Schneider et Andy Sutz et se classe 8e en individuel. Au niveau du ski-alpinisme, il gagne les championnats suisses de vertical race et se classe 4e aux Championnats d'Europe en France.
Durant l'année 2008, Sébastien Epiney décroche la 2e place aux championnats du monde de course en montagne par équipe avec David Schneider, Alexis Gex-Fabry et Tarcis Ançay. Lors de cette même année, il se classe également 7e aux championnats du monde de Vertical Race. Par ailleurs, il fête un second titre de champion de Suisse en Vertical Race et gagne les championnats suisses de course en montagne.
Lors de l'année 2009, le coureur suisse signe la 3e place aux championnats d'Europe de course en montagne dans le Stubaital au Tirol. Un mois plus tard, il gagne ex aequo avec le Polonais Andrzej Dlugosz la course aux championnats d'Europe de course extrême. Il gagne aussi les championnats suisses de course en montagne pour la 3e fois, devenant le premier suisse à courir Neirivue-Moléson sous l'heure (58 min 50 s). Il remporte aussi les championnats suisses de ski-alpinisme par équipe avec Florent Troillet (en). Il signe enfin la 2e place aux Championnats suisses de vertical race.
Au cours de sa carrière, Sébastien Epiney a remporté de nombreuses courses en Vertical Race tout en y établissant régulièrement des records de parcours. Il a remporté aussi de nombreuses courses de ski alpinisme par équipes renommées, comme par exemple le Trophée de la Maya, le Défi des Faverges, le Trophée Tête de Balme, l’Intégrale du Rogneux, le Défi du Muveran ou des épreuves de Swiss Cup comme à Grindelwald ou aux Gastlosen.
En septembre 2010, il annonce qu'il met un terme à sa carrière sportif de haut niveau.
Sébastien Epiney a pris des positions publiques en faveur de la lutte antidopage. Il a aussi renoncé à participer à certaines courses populaires comme la célèbre Patrouille des Glaciers, organisé par l'armée suisse, qui ne souhaitait pas instaurer des contrôles antidopage.
Sur le plan professionnel, Sébastien Epiney a dirigé les offices de tourisme de Nendaz et de Gstaad Saanenland. Il occupe dès 2019 la fonction de directeur de Région Dents du Midi SA pour une courte période de deux ans, puis il a fondé son entreprise de management. Au niveau privé, il s'est marié en 2018 avec l'avocate Béatrice Stahel.
Au début 2022, Sébastien Epiney revient sur le devant de la scène lors de la compétition de ski-alpininisme Inalpe Dynafit 2.0, en arrivant 1er de sa catégorie, et second au classement scratch. Fin janvier, il remporte la Chasseralienne, une Vertical Race qui relie Nods au sommet du Chasseral sur laquelle il réalise le meilleur chrono toutes catégories confondues ,.

## Palmarès en ski-alpinisme
| Compétition                            | Or | Argent | Bronze |
| -------------------------------------- | -- | ------ | ------ |
| Championnats du monde                  | -  | -      | 1      |
| Championnats de Suisse                 | 4  | 2      | 2      |
| Classement final de la Coupe de Suisse | 2  | -      | -      |

## Palmarès en course à pied
| Compétition                                        | Or | Argent | Bronze |
| -------------------------------------------------- | -- | ------ | ------ |
| Championnats du monde de course en montagne        | -  | 1      | 2      |
| Championnats d'Europe de course en montagne        | -  | -      | 2      |
| Championnats de Suisse de course en montagne       | 3  | -      | 1      |
| Championnats Valaisans de course en montagne       | 4  | -      | -      |
| Championnats du monde de course en montagne Master | 1  | -      | -      |